# Uncharted (spelserie)
Uncharted är en spelserie ur tredjepersonsskjutargenren för Playstation 3 och Playstation 4, skapad och utvecklad av Naughty Dog och utgiven av Sony Computer Entertainment. Spelserien handlar om skattjägaren Nathan Drakes äventyr. Serien inleddes först med Uncharted: Drake's Fortune som kom ut 2007, uppföljarna Uncharted 2: Among Thieves och Uncharted 3: Drake's Deception släpptes under 2009 och 2011. Bend Studio har även utvecklat ett spel exklusivt till Playstation Vita, vid namn Uncharted: Golden Abyss. Utvecklarna har även skapat en tecknad serie, Uncharted: Eye of Indra, som finns att köpa i Playstation Store. En långfilm är också planerad. En tredje uppföljare med titeln Uncharted 4: A Thief's End släpptes under 2016 på Playstation 4, och en fristående expansion vid namn Uncharted: The Lost Legacy släpptes under 2017.

## Spel
| Version                                | År   |
| -------------------------------------- | ---- |
| Uncharted: Drake's Fortune             | 2007 |
| Uncharted 2: Among Thieves             | 2009 |
| Uncharted 3: Drake's Deception         | 2011 |
| Uncharted: Golden Abyss                | 2012 |
| Uncharted: Fight for Fortune           | 2012 |
| Uncharted: The Nathan Drake Collection | 2015 |
| Uncharted 4: A Thief's End             | 2016 |
| Uncharted: The Lost Legacy             | 2017 |

## Handling
Serien utspelar sig i nutid, på en mängd olika ställen runt om i världen, i olika klimat och länder. Dessa inkluderar tropiska regnskogar som till exempel i Amazonas och i Borneo, snöklädda bergslandskap som i Tibet och stadsmiljö som i Pokhara i Nepal och i Istanbul.

## Om serien

### Uncharted: Drake's Fortune
Uncharted: Drake's Fortune är det första spelet i serien, och är en actionäventyr som utvecklats av Naughty Dog och publiceras av Sony Computer Entertainment uteslutande för PlayStation 3. Kombinerat av plattformsspel och tredjepersonskjutare följer spelet huvudpersonen Nathan Drake, som är ättling till utforskaren Sir Francis Drake. Han söker efter den förlorade staden Eldorado i Sydamerika. Han tar hjälp av sin vän Victor "Sully" Sullivan och journalisten Elena Fisher.

### Uncharted 2: Among Thieves
Uncharted 2: Among Thieves är det andra spelet i serien. I spelet gör Nathan Drake en resa genom Borneo, Nepal och Tibet i hopp om att finna den mytomspunna staden Shambhala. De flesta figurerna från det första spelet återkommer, och nya tillkommer, såsom Chloe Frazer, Harry Flynn och Zoran Lažarević, en serbisk krigsförbrytare och spelets antagonist. I detta spel införs också ett nytt flerspelarläge för serien.

### Uncharted 3: Drake's Deception
I januari 2010 bekräftade skådespelaren Nolan North att han kommer att reprisera sin roll som Nathan Drake för ett tredje Uncharted-spel.
Den 9 december 2010 offentliggjordes titeln Uncharted 3: Drake's deception. Releasedatum för spelet var 1 november 2011 i USA och 4 november i Storbritannien. Uncharted 3 utspelar sig i bland annat Rub al-Khali, på Arabiska halvön, och kretsar kring legenden om den mytomspunna staden Iram.

### Uncharted: Golden Abyss
Uncharted: Golden Abyss är ett PS Vita-exklusivt spel skapat av Bend studio, vars utveckling övervakades av Naughty Dog. Spelet släpptes i Europa den 22 februari 2012. Spelets händelser äger rum någon gång före Drake's Fortune.

### Uncharted: Eye of Indra
Den 22 oktober 2009 släpptes den första av fyra delar serieäventyr vid namn Uncharted: Eye of Indra. Det är en föregångare till Uncharted: Drake's Fortune. Den andra delen släpptes den 25 november 2009, medan den tredje och den fjärde delen släpptes samtidigt den 7 december 2009.

### Uncharted 4: A Thief's End
I november 2013 släpptes en teasertrailer på Naughty Dogs youtubesida. Spelet släpptes 10 maj 2016 på Playstation 4. Spelet följer en äldre, gift Nathan Drake som är trött på sitt vardagliga liv. När Drakes bror Sam Drake, som länge trotts vara avliden, plötsligt dyker upp igen, beger sig bröderna Drake ut på en resa för att hitta Kapten Averys försvunna piratskatt för att rädda Sams från en sydamerikansk knarkkung.

## Film
Filmproducenten Avi Arad har uppgett att han arbetar med Sony för att utveckla filmversionen av Uncharted. Som svar på en fråga som ställdes till Richard Lemarchand, den ledande designern på Naughty Dog, om han skulle vilja se en filmanpassning av Uncharted, svarade han "inga kommentarer". Därefter har Columbia Pictures bekräftat att en film är under utveckling. Den ska skrivas av Joshua Oppenheimer och Thomas Dean Donnelly och produceras av Avi Arad, Charles Roven och Alex Gartner.
Den 30 juni 2009 bekräftades att filmen har varit under utveckling under ett och ett halvt år.

## Gameplay
Spelupplevelsen i Uncharted-serien är en kombination av 3D-Plattformsspel och tredjepersonsskjutare. Plattformsspelets element gör så att Nate kan hoppa, simma, förflytta sig längs avsatser, klättra, svinga sig i rep och utföra andra akrobatiska manövrer. Drake kan ta sig genom olika oåtkomliga områden som han utforskar. Det finns en mängd olika vapen i spelet. Drake kan bära minst ett primärt vapen och ett sidovapen åt gången. Dessa vapen erhålls genom att plocka upp vapen som fienderna använt eller ta dem som är utspridda på olika platser. Ibland måste Drake använda sina muskler för att besegra sina fiender. Han kan utföra olika kombinationsslag mot sina fiender, eller smyga på sig bakom dem och tysta fienden med en snabb manöver.
Flerspelarläget infördes i Uncharted 2: Among Thieves. Flerspelarläget består även av ett samarbetsläge. I samarbetsläget ska tre spelare ta rollen som Drake eller någon annan hjälteföljeslagare där uppdragen innefattar eldstrider, plattformande och samarbetsbaserade mål. Spelaren kan också hjälpa sina kamrater om de blir svårt skadade eller om de blir tagen av en fiende. I flerspelarläget kan max tio spelare spela mot varandra. Det finns 4 olika speltyper: dödsmatch, plundring, utslagning och rankad. I dessa speltyper finns det två grupper om fem, med en grupp hjältar och en grupp skurkar. Spelaren kan välja sin egen karaktär (till exempel Drake, Sully, Elena, och de nya karaktärerna Tenzin och Chloe för hjältarnas team). Som spelare samlar man poäng och man får en speciell ranking, då kan man köpa vapenuppgraderingar till olika vapen, nya karaktärer och nya kläder till både hjältar och skurkar.

## Karaktärer

### Hjältarna
Nathan "Nate" Drake - spelad av Nolan North, är huvudpersonen i hela Uncharted-serien. Han är en äventyrslysten man med många kommentarer om det absurda eller om sina svårigheter i olika situationer. Han beskrivs som en lättsam och rolig person. Nate är ofta medveten om hur absurda hans dilemman kan vara. Han gör ofta sarkastiska infall och gliringar när man spelar som honom. Amy Hennig beskriver Drake som en "Die Hard-kille", som tar hand om situationer och ting. Drakes kroppsbyggnad är rätt så stor, men inte alltför muskulös. Han bär skjorta och blåa jeans. Han är mycket akrobatisk och är bra på att brottas och att skjuta med olika vapen. Hans färdigheter i klättring är enastående. Nate har lärt sig att hans yrke aldrig är enkelt, men han är mer stimulerad av spänningen i sina jakter istället för den skatt som han är ute efter. Han är en talangfull man, självutbildad i historia och har stor språkkunskap. Han är dessutom en förmodad ättling till Sir Francis Drake. Han är väldigt beskyddande mot sina vänner eller andra som han bryr sig om, och hjälper dem snabbt med deras problem. Nate är också väldigt kvicktänkt, och finner humor i många av de farliga situationer som han befinner sig i. Han improviserar sig igenom sina problem och har förmågan att behålla lugnet när han är stressad.
Elena Fisher - spelad av Emily Rose, är journalist och nära vän till Drake. Hon beskrivs som en ung, tveksam, cynisk, naiv och spinkig kamerakvinna och reporter. Hon är också rätt så kunnig på att hantera vapen. Hon följer med i Nates uppdrag dels för att kommentera det för kameran, och dels för att hon gillar Nate. Hon är en självständig och stark kvinna som tillsammans med Drake är en av huvudpersonerna i serien.
Victor "Sully" Sullivan - spelad av Richard McGonagle, är Nathan Drakes mentor och nära vän. Hans närvaro antyder en mörkare och brottslig väg för Drake, med tanke på att han är en man med stora skulder och att han en gång varit kriminell. Sullivan bär en bowlingskjorta, hamnarbetarbyxor och tuggar på en cigarr var han än går. Han har en barsk men ändå en jovialisk personlighet. Genom åren har Nate och Sullivan varit med i många farliga situationer, till och med hamnat i fängelse. Trots dessa missöden har Sullivan beskyddat Nate som sin egen son, och står vid hans sida under äventyren. Under Nates uppväxt älskar han Sullivan som sin far.
Chloe Frazer - spelad av Claudia Black, är en figur från Uncharted 2: Among Thieves. Chloe är en impulsiv och våghalsig äventyrare. Hon är en kvick och stark kvinna som aggressivt ser till sina egna intressen. Chloe är också ganska sexuell, när hon och Drake har en kärleksscen. Hon har föga omsorg om något annat än vad hon vill. Hon har känslor för Drake, men lämnar honom sedan när hon kommer tillbaka till verkligheten (när de var i Shambhala). De som skapade Chloe har fokuserat på hennes självständighet och sinnlighet. Hon har nämnts som en av de få exemplen på en stark kvinnlig karaktär. Andra recensenter har kallat henne en unik och rolig karaktär.
Charlie Cutter - spelad av Graham McTavish, är en karaktär från Uncharted 3: Drake's Deception. Först verkar han vara en av Marlowes anställda, men han visar sig vara en av Drakes medarbetare, och han hjälper Drake och Sully i den första delen av spelet med att hitta ledtrådar om staden Ubar. Cutter ser ut som en vanlig ligist, men är mycket flitig och lojal, särskilt mot Drake och hans vänner. Han har bra historiekunskaper och lider av svår klaustrofobi.

### Skurkarna
Gabriel Roman - spelad av Simon Templeman, är den främsta antagonisten i Uncharted: Drake's fortune. Han är en nästan mytisk figur i den kriminella undre världen i Sydamerika. Hans riktiga efternamn ändrades när hans far, ledare för den kroatiska fascistiska rörelsen, flydde från Europa och kom till Argentina. Han är en stor brottsling och skattletare som anlitat Atoq Navarros legosoldater och Eddy Rajas pirater för att med deras hjälp leta efter El Dorado. Han är en ålderstigen man med brittisk accent och har på sig en vit skjorta med blå ränder och upprullade ärmar, och beige byxor och bruna läderskor.
Atoq Navarro - spelad av Robin Atkin Downes, är Gabriel Romans högra hand i Uncharted: Drake's fortune. Han är ledare för en privatarmé av legosoldater, vilka är hyrda av Gabriel Roman. Han är en peruansk mestis som har kunskap om Inkafolkets mytologi och om språket Quechua, vilket är en ovärderlig tillgång för Roman och han bidrar till att förvärva peruanska föremål till Gabriels samling. Han bär en brun väst, jeans, svarta läderskor och har svart skägg och lockigt hår.
Eddy Raja - spelad av James Sie, är en indonesisk ledare för Ragtag, en skoningslös liga av moderna pirater i Uncharted: Drake's fortune. Han är en färgstark karaktär, han bär stulna smycken och har tatueringar, och kompenserar sin brist på fysisk kraft med hot och raseri. Han har en flotta av båtar och en arsenal av vapen som han köpt (lånat) eller stulit från olika vapenhandlare, diktatorer och hjälporganisationer. För Eddy handlar det bara om pengar, inget annat. Han är en av många skattletare som letar efter den mytomspunna El Dorado, och har bildat en allians med Atoq Navarro och Gabriel Roman. De tävlar mot skattletaren Nathan Drake, som är Eddys ärkerival som han har känt under lång tid.
Harry Flynn - spelad av Steve Valentine, är en brittisk skattjägare och en rival / antagonist i Uncharted 2: Among Thieves. Han är en gammal affärskollega till Drake, men förråder honom och får honom fängslad i ett turkiskt fängelse när de tillsammans skulle bryta sig in i Istanbuls palatsmuseum. Egentligen jobbar Flynn för krigsförbrytaren Zoran Lavarevic för att med honom finna Cintamanistenen.
Zoran Lazarevic - spelad av Graham McTavish, är en psykopatisk serbisk krigsförbrytare och den främsta antagonisten i Uncharted 2: Among Thieves. Han har tidigare varit sovjetisk underrättelseofficer, men senare blivit en internationell krigsherre och vapenhandlare, och var kapabel till att göra osägbara terrorhandlingar. Han är en massmördare som har dödat och torterat många oskyldiga människor för att få hämnd. Han har djupa ärr i ansiktet på grund av en bombräd han var med i. Han tävlar med Nathan Drake om Cintamanistenen (som han har letat efter i flera år) och har sin egen gerillaarmé för att hjälpa honom.
Draza - spelad av Fred Tatasciore, är en fiende i Uncharted 2: Among Thieves. Han är Lasarevics högra hand och är löjtnant för hans gerillaarmé. Drake besegrar Draza när de är på väg med ett stort tåg till Himalaya.
Katherine "Kate" Marlowe - spelad av Rosalind Ayres, är en brittisk kvinna som är den främsta antagonisten i Uncharted 3: Drake's Deception. Marlowe är en ondskefull ledare i ett hemligt sällskap vars rötter går tillbaka över fyrahundra år till drottning Elizabeth I:s hov. Hon är en stor rival till Nathan Drake och är ute efter Sir Francis Drakes ring – som båda hävdar att den tillhör dem och är också nyckeln till en gammal gåta. Katherine Marlowe är en mycket mer intellektuell fiende än vad Drake har mött tidigare, och hon har en psykisk och fysisk taktik som hon använder för att få det hon är ute efter. Hon tar hjälp av vältränade agenter från sitt hemliga sällskap, och av sin assistent Talbot.
Talbot - spelad av Robin Atkin Downes, är Marlowes högra hand och är en av Drakes främsta fiender i Uncharted 3: Drake's Deception. Han har en nära kollega till Marlowe och står vid hennes sida under hela hennes resa till den mytomspunna staden Ubar. Han är en smidig slagskämpe och han använder sig av en pistol som skjuter små pilar fyllda med en speciell drog som orsakar hypnotiska hallucinationer.
Rameses - spelad av Sayed Badreya, är en fiende som dyker upp i Uncharted 3: Drake's Deception. Han är en pirat som är ledare för ett piratband i Jemen. Han tillfångatar Drake och vill skaffa information från honom om var staden Ubar låg någonstans. Men Drake vägrar att berätta för honom, och han lyckas fly ur fångenskapen. Drake konfronterar Rameses i ett kryssningsfartyg och lyckas besegra honom.

### Andra karaktärer
Tenzin - spelad av Robin Atkin Downes, är en tibetansk upptäcktsresande som räddade Nathan Drake från tågvraket i Himalaya i Uncharted 2. Han tog hand om den medvetslöse Drake i sitt hem i några dagar, tills han vaknade och återhämtade sig från sina skador. Tenzin har en dotter som heter Pema. Han och Drake skickas av Karl Schäfer att söka efter en expedition i Himalayas isgrottor.
Karl Schäfer - spelad av Rene Auberjonois, är en fugur i Uncharted 2. Han är en 90-årig tysk expeditionschef som en gång var en skattjägare precis som Nathan Drake. Han hade en gång fått höra om ingången till Shambhala, men han valde att inte fortsätta sin resa eftersom den person som anställde honom ville ha Cintamanistenen så att denne kunde utnyttja dess stora och mystiska krafter. Istället slog han sig ner i en tibetansk by. Karl Schäfer är en trolig hänvisning till Ernst Schäfer, som ledde en expedition till Tibet år 1938. Liksom figuren Karl Schäfer ville Ernst hitta Shangri-La, och de människor som bodde i sagornas land. Som det refereras till i spelet hade i det verkliga livet Schäfer band till Himmlers organisation Ahnenerbe (SS).
Jeff - spelad av Gregory Myhre, är en figur i Uncharted 2. Han är Elena Fishers fotograf, och tillsammans med henne försöker han spåra den psykotiska krigsförbrytaren Zoran Lazarevic, som FN anser vara död.
Salim - spelad av TJ Ramini, är en figur från Uncharted 3: Drake's Deception. Han är schejk i beduinsk stam, vars uppgift är att beskydda den mytomspunna staden Ubar från främlingar. Salim kommer till Drakes hjälp i Rub al-Khali-öknen, då han bistår honom med att besegra Katherines konvoj och finna Ubar.